# 질 스타인

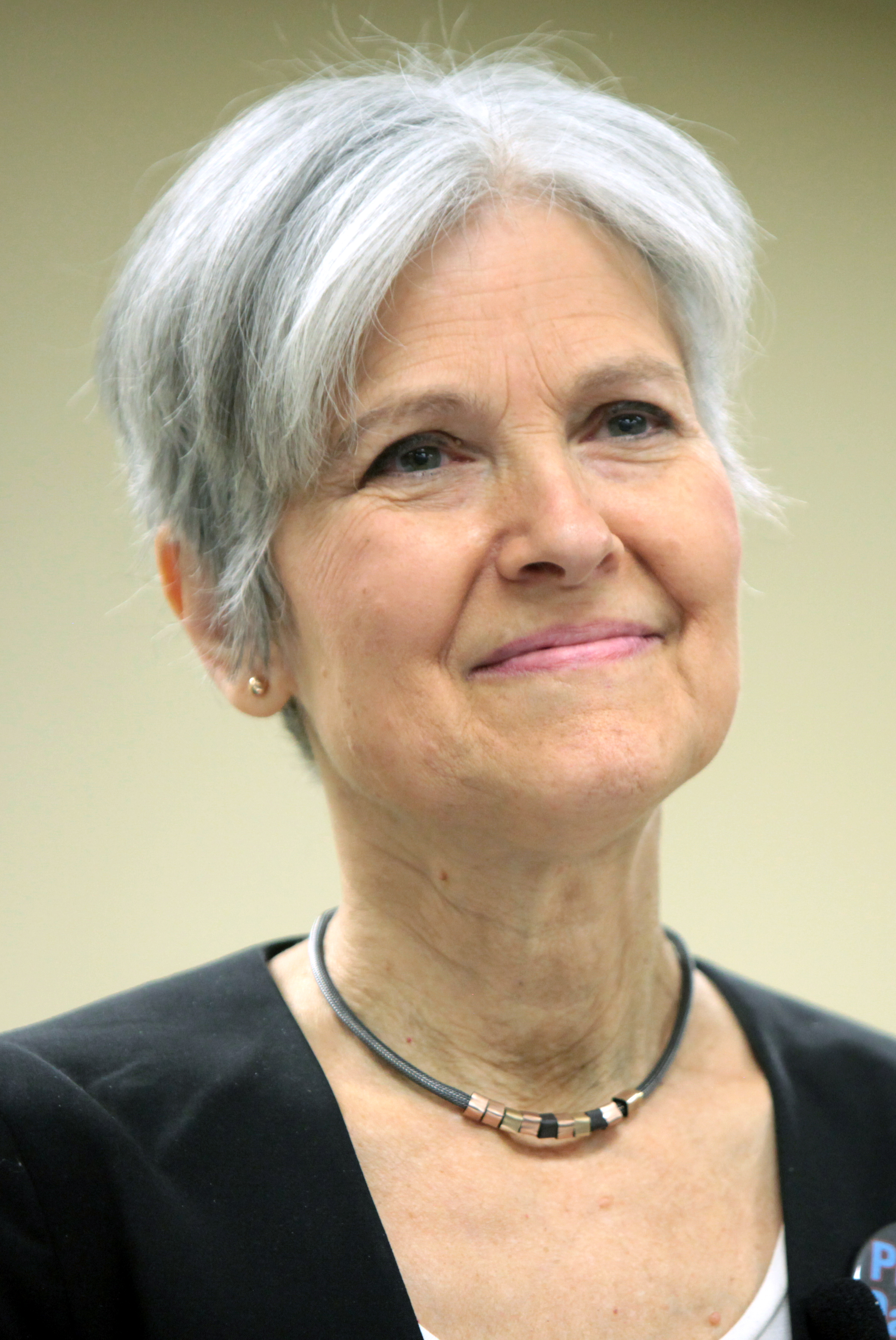
질 스타인

질 엘런 스타인(Jill Ellen Stein, 1950년 5월 14일 ~ )은 미국의 활동가이자 미국 녹색당 소속 정치인이다. 2002년과 2010년 매사추세츠 주지사에 출마했으며 2012년 미국 대통령 선거에서 녹색당 후보로 출마했다. 2016년 미국 대통령 선거에서도 녹색당 후보로 선출되었다.

## 역대 선거 결과
| 선거명      | 직책명                          | 대수  | 정당         | 득표율 | 득표수 (선거인단) | 결과 | 당락               |
| ----------- | ------------------------------- | ----- | ------------ | ------ | ----------------- | ---- | ------------------ |
| 2002년 선거 | 매사추세츠 주지사               | 70대  | 미국 녹색당  | 3.49%  | 76,530표          | 3위  | 낙선               |
| 2004년 선거 | 하원의원 (매사추세츠 제9선거구) | 184대 | 녹색무지개당 | 21.32% | 3,911표           | 2위  | 낙선               |
| 2005년 선거 | 시의원 (렉싱턴 제2선거구)       | 1대   | 무소속       | 13.95% | 540표             | 1위  | 렉싱턴 시의원 당선 |
| 2008년 선거 | 시의원 (렉싱턴 제2선거구)       | 2대   | 무소속       | 11.88% | 194표             | 2위  | 렉싱턴 시의원 당선 |
| 2010년 선거 | 매사추세츠 주지사               | 71대  | 녹색무지개당 | 1.43%  | 32,895표          | 4위  | 낙선               |
| 2012년 선거 | 미국의 대통령                   | 44대  | 미국 녹색당  | 0.36%  | 469,627표 (0명)   | 4위  | 낙선               |
| 2016년 선거 | 미국의 대통령                   | 45대  | 미국 녹색당  | 1.07%  | 1,457,216표 (0명) | 4위  | 낙선               |
| 2024년 선거 | 미국의 대통령                   | 47대  | 미국 녹색당  | 0%     | -표 (0명)         | 3위  | 낙선               |